# Еранцев, Алексей Никитович
Алексе́й Ники́тович Ера́нцев (28 февраля 1936, Павловск, Западно-Сибирский край — 30 декабря 1972, Курган) — советский писатель (поэт и прозаик), художник.

## Биография
Алексей Еранцев родился 28 февраля 1936 года в крестьянской семье в посёлке Павловск Павловского района Западно-Сибирского края, ныне село — административный центр Павловского сельсовета и Павловского района Алтайского края.
Детство и юность провёл в селе Жидки Жидковского сельсовета Петуховского района Курганской области, где жил его дядя. В Петуховском зерносовхозе (село Пашково Пашковского сельсовета Петуховского района) окончил среднюю школу.
В 1961 году окончил в Свердловске факультет журналистики Уральского государственного университета имени А. М. Горького.
Работал в газетах «Молодой ленинец» и «Советское Зауралье» (1964—1970) литературным сотрудником, в последние годы редактором в Южно-Уральском книжном издательстве.
Член Союза писателей СССР с 1966 года, состоял на учёте в Курганской областной писательской организации.
Помимо литературы занимался живописью. Публиковал стихи в районных и областных газетах. В 1959 году первую подборку стихов Еранцева опубликовала свердловская газета «На смену!». Впоследствии печатался во всесоюзных журналах «Октябрь», «Наш современник», «Смена», «Сельская молодёжь», «Урал». С 1966 года был членом Союза писателей СССР. При жизни выпустил в Кургане и Челябинске стихотворные сборники «Вступление», «Ночные поезда», «Кумачовые журавли», «Глубокие травы», книгу рассказов и очерков «Разомкнутые берега». Постепенно получил признание в Москве.
Повесился 30 декабря 1972 года, захлестнув шею шнуром от электроутюга, в городе Кургане. Похоронен на Новом Рябковском кладбище Кургана.
В 1973 году, уже после смерти Еранцева, его сборник «Талица» впервые вышел в столице в издательстве «Советский писатель». В дальнейшем были опубликованы книги «Лирика» (1974), «Зов» (1978), «Звёзды в траве» (1990). В 2007 году в Кургане вышло «Избранное» Еранцева. Издание инициировали его друг, народный художник Российской Федерации Герман Травников и учёный-пушкинист Юрий Никишов. В этой книге, в частности, была впервые напечатана поэма «Пророк», которую поэт писал в последний год жизни.

## Особенности творчества
Литературный критик Иван Яган отмечал, что Еранцев быстро нашёл свой поэтический стиль. Ключевыми в арсенале средств художественной выразительности поэта он называет метафору, композицию и образ-символ.
Лейтмотив поэзии Еранцева — добрый человек на доброй земле. Он не жадничает, не потребляет, а приумножает доставшееся ему богатство и красоту.
Исследователь Вячеслав Веселов называет постоянными мотивами поэзии Еранцева дом, родник, Родину, говорит о влиянии фольклора на его творчество, о густой метафоричности. «Излюбленные метафорические формулы поэта обладают широким спектром значений, придавая многомерность и глубину знакомым как будто вещам», — отмечает он. Веселов обращает внимание на то, что Еранцев как поэт сформировался в период хрущёвской «оттепели», но разочарование после её окончания принесло в его поэзию «напряжённые, драматические интонации, горечь, надсад», как у Алексея Прасолова, Николая Рубцова. По мнению исследователя, Еранцев также отличается хорошим знанием крестьянского быта.
Доктор филологических наук Юрий Михайлович Никишов также отмечает высокое значение символа в поэзии Еранцева. Однако, в отличие от творчества символистов Серебряного века, в его поэзии нет мистического содержания: Еранцев, изображая реальный мир, стремится вместе с тем передать и подразумеваемое, подспудное содержание.
Филолог Юрий Мешков называет поэтическую одарённость Еранцева очевидной: ему удаётся несколькими словами создать образную картину, он отличается свежестью взгляда и остротой наблюдений в пейзажной лирике. Однако первые книги Еранцева, по мнению Мешкова, хотя обнаруживали талант и мастерство, тем не менее были «заявочными, возбуждавшими ожидание».

Портрет Алексея Еранцева работы Германа Травникова

## Критика
Дебютный сборник «Вступление» (1963) был почти не замечен критикой, за исключением небольшой рецензии в газете «Советское Зауралье». Однако уже вторая книга «Ночные поезда» стала успешной, собрала аудиторию и отзывы. Большим успехом стала поэма «Горсть земли» (1970), в центре которой — драматическая судьба человека, лишившего себя Родины.
Литературовед и публицист Вадим Кожинов в 1971 году в статье «Климат поэзии», напечатанной в газете «Комсомольская правда», назвал Еранцева в числе провинциальных поэтов, которые в перспективе окажут серьёзное влияние на поэтическую ситуацию в СССР.
Поэт Евгений Евтушенко, рецензируя «Избранное» Еранцева, называет его поэмы «Голодный остров» и «Пророк» истинно народными. В «Пророке» Евтушенко обнаруживает метафору «будущей распутинской Матёры и даже подлодки „Курск“»:
...Домовина
На ставнях подводных,
В домовине,
На плахе —
Пророк.
Помогите! —
И вроде бы — эхо
Народилось в плавучей избе.
— Задыхаюсь! —
А сверху — зевота.
Долгий кашель,
Зевок,
Матерок...
Анализируя «Пророка», Евтушенко отмечает сходство Еранцева в поэтической силе с Павлом Васильевым. Он полагает, что Еранцев — необоснованно обойдённый вниманием и славой поэт. В «Голодном острове» Евтушенко обнаруживает «некрасовскую силу». Евтушенко включал стихи Еранцева в свои поэтические антологии «Строфы века» и «Десять веков русской поэзии», посвятив ему стихотворение «Где наше третье солнышко, Алёша?».

Обложка первой книги Алексея Еранцева «Вступление»

### Книги
- Вступление. — Курган: Советское Зауралье, 1963.
- Ночные поезда. — Челябинск: Южно-Уральское книжное издательство, 1965.
- Глубокие травы. — Челябинск: Южно-Уральское книжное издательство, 1966, 1970.
- Кумачовые журавли. — Челябинск: Южно-Уральское книжное издательство, 1967, 1974.
- Разомкнутые берега. — Челябинск: Южно-Уральское книжное издательство, 1972.
- Талица. — М.: Советский писатель, 1973.
- Лирика. — Челябинск: Южно-Уральское книжное издательство, 1974.
- Зов. — М.: Современник, 1978.
- Звёзды в траве. — Челябинск: Южно-Уральское книжное издательство, 1990.
- Избранное. — Курган: Зауралье, 2007.

В 2012 году к 75-летию поэта в Кургане был выпущен сборник «Журавли Алексея Еранцева», в который вошли рецензии на сборники поэта, литературоведческие статьи и воспоминания современников.

## Награды
- Медаль «За спасение утопающих»[10]

## Память
3 октября 2012 года в Кургане на доме 84 по ул. Гоголя, где Еранцев провёл последние годы жизни, открыли мемориальную доску. Она выполнена по эскизу Германа Травникова. В открытии мемориальной доски участвовала правнучка поэта Катя Еранцева — 55°26′41″ с. ш. 65°21′04″ в. д.